# Nadija Kybaltschytsch-Koslowska

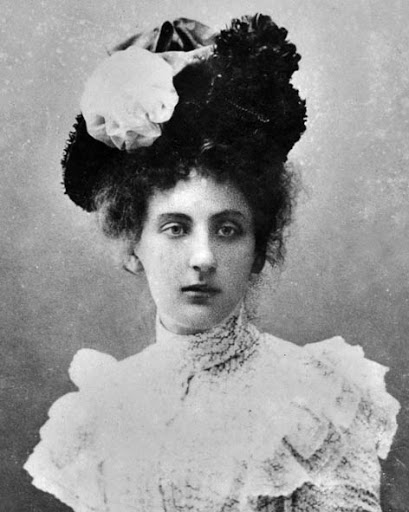
Nadija Kybaltschytsch-Koslowska

Nadija Kostjantyniwna Kybaltschytsch-Koslowska (ukrainisch Надія Костянтинівна Кибальчич-Козловська, * 26. April 1878 in Jasnohorod, heutiger Rajon Schytomyr, Gouvernement Wolhynien, Russisches Kaiserreich; † 19. September 1914 in Kaharlyk) war eine ukrainische Schriftstellerin und Übersetzerin.

## Biografie
Sie wurde in einer Schriftstellerfamilie geboren. Ihre Mutter war Nadija Kybaltschytsch und ihre Patin war Hanna Barwinok. 1894 absolvierte sie das Gymnasium in Lubny und heiratete den Arzt Koslowsky. Wegen ihrer demokratischen Ansichten wurden sie und ihr Ehemann verhaftet und ins Gefängnis geschickt. Der Aufenthalt beeinträchtigte seine Gesundheit. 1905 ging er zur Behandlung nach Italien und Österreich, wo das Paar bis 1913 blieb.
1899 begann Kybaltschytsch-Koslowska ihre schriftstellerische Karriere. Ihre poetischen Werke erschienen in Zeitschriften und Almanachen in Lwiw und Kiew, zum Beispiel im Literarisch-wissenschaftlichen Herold. Sie korrespondierte mit Lessja Ukrajinka und Iwan Franko, die ihre Werke lobten. In einigen ihrer Gedichte brachte sie ihre Ansichten über soziale Unterdrückung und ihre Hoffnung auf die Befreiung der Werktätigen vor dem Hintergrund der Russischen Revolution 1905 zum Ausdruck.
Nach ihrer Rückkehr aus dem Ausland ließ sie sich in Kaharlyk im Gouvernement Kiew nieder und schrieb eine Reihe von Gedichten, Geschichten und Eindrücken über das italienische Leben. 1913 wurden die erste Gedichtsammlung mit dem Titel Poesiji (Poesie) und ein Jahr später zwei Sammlungen ihrer Kurzgeschichten in Kiew veröffentlicht. Die Thematik ihrer Werke handelte von sozialer Ungleichheit und Unsicherheit über das Schicksal von Kindern. Kybaltschytsch-Koslowska bekanntestes Kinderwerk ist das Märchen Spohady kota Sywka (Erinnerungen an die Katze Sywka). Sie war auch als Übersetzerin italienischer, französischer und deutscher Werke tätig.
Nach dem Tod ihres Ehemannes beging sie Selbstmord.